# GM High Feature
GM High Feature (HFV6/3600 LY7/LP1) — серия V-образных шестицилиндровых 24-клапанных бензиновых двигателей внутреннего сгорания с углом наклона 60° производства General Motors. Первый двигатель был представлен в 2004 году на Cadillac CTS и Holden Commodore (VZ).
Все двигатели семейства GM High Feature имеют алюминиевые блок цилиндров и головку блока цилиндров, включая последовательный многоточечный впрыск топлива. Большинство версий оснащены системой изменения фаз газораспределения на впускных и выпускных коллекторах и электронным управлением дроссельной заслонкой. Другие особенности — возможность подачи масла в поршень, кованый коленчатый вал, кованые шатуны, впускной коллектор переменной длины, двойные датчики контроля детонации и прерыватель-распределитель зажигания.
В Австралии двигатель выпускается под названием «Alloytec».

## 2.8

### LP1
2,8-литровый (2792 см3) двигатель LP1 был представлен в 2005 году на Cadillac CTS. С 2008 года двигатель применялся в китайском CTS. Диаметр цилиндра и ход поршня составляют 89 мм × 74,8 мм, впрыск топлива — последовательный многоточечный, а степень сжатия — 10,0:1. LP1 был выпущен в Сент-Катаринсе, Онтарио.
Применения:
| Годы производства | Модель                    | Мощность                            | Крутящий момент         |
| ----------------- | ------------------------- | ----------------------------------- | ----------------------- |
| 2007—2009         | Buick Park Avenue (Китай) | 150 кВт (201 л. с.) при 6500 об/мин | 264 Н·м при 2600 об/мин |
| 2005—2007         | Cadillac CTS              | 157 кВт (210 л. с.) при 6500 об/мин | 263 Н·м при 3300 об/мин |
| 2008—2010         | Cadillac CTS              | 157 кВт (210 л. с.) при 6800 об/мин | 247 Н·м при 3600 об/мин |
| 2007—2009         | Cadillac SLS (Китай)      | 156 кВт (209 л. с.) при 6500 об/мин | 263 Н·м при 3300 об/мин |

### LP9
Этот двигатель также известен как A28NET, Z28NET, Z28NEL или B284.
LP9 является 2,8-литровым турбодвигателем, применявшимся в Saab 9-3, Saab 9-5 и других автомобилях General Motors. Диаметр цилиндра и ход поршня идентичны атмосферному LP1, однако степень сжатия снижена до 9,5:1. Двигатель производится на заводе Holden’s Fishermans Bend в Порт-Мельбурне, Австралия, в то время как турбонаддув поставляется подразделением GM Powertrain Sweden (ранее Saab Automobile Powertrain). Глобальные версии двигателя развивают одну и ту же номинальную мощность как для мировых (в механических лошадиных силах), так и для импортных рынков (в метрических лошадиных силах).
Применения:
| Годы производства | Модель                       | Мощность                            | Крутящий момент              |
| ----------------- | ---------------------------- | ----------------------------------- | ---------------------------- |
| 2005—2008         | Opel/Vauxhall Vectra         | 169 кВт (227 л. с.) при 5500 об/мин | 330 Н·м при 1900—4500 об/мин |
| 2005—2008         | Opel/Vauxhall Signum         | 169 кВт (227 л. с.) при 5500 об/мин | 330 Н·м при 1900—4500 об/мин |
| 2006—2008         | Opel/Vauxhall Signum         | 184 кВт (247 л. с.) при 5500 об/мин | 350 Н·м при 1900—4500 об/мин |
| 2005              | Opel/Vauxhall Vectra OPC/VXR | 184 кВт (247 л. с.) при 5500 об/мин | 350 Н·м при 1900—4500 об/мин |
| 2006—2008         | Opel/Vauxhall Vectra OPC/VXR | 206 кВт (276 л. с.) при 5500 об/мин | 350 Н·м при 1900—4500 об/мин |
| 2006—2009         | Cadillac BLS                 | 184 кВт (247 л. с.) при 5500 об/мин | 350 Н·м при 1900—4500 об/мин |
| 2006—2008         | Saab 9-3 Aero                | 184 кВт (247 л. с.) при 5500 об/мин | 350 Н·м при 1900—4500 об/мин |
| 2009              | Saab 9-3 Aero                | 206 кВт (276 л. с.) при 5500 об/мин | 400 Н·м при 1900—4500 об/мин |
| 2008              | Saab 9-3 Turbo X             | 206 кВт (276 л. с.) при 5500 об/мин | 400 Н·м при 1900—4500 об/мин |
| 2008              | Saab 9-3 Aero Convertible    | 188 кВт (252 л. с.) при 5500 об/мин | 350 Н·м при 1900—4500 об/мин |
| 2009              | Saab 9-3 Aero Convertible    | 206 кВт (276 л. с.) при 5500 об/мин | 370 Н·м при 1900—4500 об/мин |

### LAU
LAU — модернизированная версия LP9 Turbo, которая с 2010 года применялась в Cadillac SRX. В 2011 году производство Cadillac SRX с двигателем LAU было прекращено, но до 2012 года двигатель продолжал применяться в Saab 9-4X.
Применения:
| Годы производства | Модель                         | Мощность                            | Крутящий момент              |
| ----------------- | ------------------------------ | ----------------------------------- | ---------------------------- |
| 2010—2011         | Cadillac SRX                   | 224 кВт (300 л. с.) при 5500 об/мин | 400 Н·м при 2000 об/мин      |
| 2011—2012         | Saab 9-4X                      | 224 кВт (300 л. с.) при 5500 об/мин | 400 Н·м при 2000 об/мин      |
| 2009—2013         | Opel/Vauxhall Insignia         | 191 кВт (256 л. с.) при 5500 об/мин | 350 Н·м при 1900—4500 об/мин |
| 2009—2013         | Opel/Vauxhall Insignia OPC/VXR | 239 кВт (321 л. с.) при 5250 об/мин | 435 Н·м при 1900—4500 об/мин |
| 2010—2012         | Saab 9-5 Turbo6 XWD /Aero      | 221 кВт (296 л. с.) при 5500 об/мин | 400 Н·м при 2000 об/мин      |

## 3.0

### LF1
LF1 — 3,0-литровый (2994 см3) двигатель с диаметром цилиндра и ходом поршня 89 мм × 80,3 мм, выпускавшийся с 2010 по 2014 год. Он оснащён непосредственным впрыском искрового зажигания (SIDI), а степень сжатия составляет 11,7:1.
Применения:
| Годы производства | Модель                            | Мощность                            | Крутящий момент         |
| ----------------- | --------------------------------- | ----------------------------------- | ----------------------- |
| 2010              | Buick LaCrosse                    | 190 кВт (255 л. с.) при 6950 об/мин | 294 Н⋅м при 5600 об/мин |
| 2010—2012         | Buick Park Avenue (Китай)         | 187 кВт (251 л. с.) при 6700 об/мин | 296 Н⋅м при 2900 об/мин |
| 2010—2011         | Cadillac CTS                      | 201 кВт (270 л. с.) при 7000 об/мин | 302 Н⋅м при 5700 об/мин |
| 2011—2013         | Cadillac SLS (Китай)              | 200 кВт (268 л. с.) при 7000 об/мин | 300 Н⋅м при 5600 об/мин |
| 2010—2011         | Cadillac SRX                      | 198 кВт (265 л. с.) при 6950 об/мин | 302 Н⋅м при 5100 об/мин |
| 2010—2012         | Chevrolet Equinox                 | 197 кВт (264 л. с.) при 6950 об/мин | 301 Н⋅м при 5100 об/мин |
| 2010—2012         | GMC Terrain                       | 197 кВт (264 л. с.) при 6950 об/мин | 301 Н⋅м при 5100 об/мин |
| 2010              | Holden Commodore                  | 190 кВт (255 л. с.) при 6700 об/мин | 290 Н⋅м при 2900 об/мин |
| 2011              | Saab 9-4X                         | 198 кВт (265 л. с.) при 6950 об/мин | 302 Н⋅м при 5100 об/мин |
| 2011              | Chevrolet Captiva                 | 190 кВт (255 л. с.) при 6900 об/мин | 287 Н⋅м при 5800 об/мин |
| 2012              | Chevrolet Malibu (Ближний Восток) | 194 кВт (260 л. с.) при 6900 об/мин | 290 Н⋅м при 5600 об/мин |

### LFW
LFW — версия LF1 на гибком топливе, работающая на E85, бензине или любой их смеси.
Применения:
| Годы производства | Модель                     | Мощность                            | Крутящий момент         |
| ----------------- | -------------------------- | ----------------------------------- | ----------------------- |
| 2011—2017         | Buick GL8 (только в Китае) | 189 кВт (254 л. с.) при 6800 об/мин | 290 Н⋅м при 5200 об/мин |
| 2011—2012         | Chevrolet Equinox          | 197 кВт (264 л. с.) при 6950 об/мин | 301 Н⋅м при 5100 об/мин |
| 2011—2012         | GMC Terrain                | 197 кВт (264 л. с.) при 6950 об/мин | 301 Н⋅м при 5100 об/мин |
| 2012—2013         | Cadillac CTS               | 201 кВт (270 л. с.) при 7000 об/мин | 302 Н⋅м при 5700 об/мин |
| 2012—2013         | Chevrolet Captiva Sport    | 197 кВт (264 л. с.) при 6950 об/мин | 301 Н⋅м при 5100 об/мин |
| 2010—2017         | Holden Commodore (VE) и VF | 189 кВт (254 л. с.) при 6800 об/мин | 290 Н⋅м при 5200 об/мин |

## 3.2
С 2005 по 2010 год австралийская компания Holden выпускала свою собственную версию двигателя High Feature (Alloytec) объёмом 3,2 л (3195 см3), с диаметром цилиндра и ходом поршня 89 мм × 85,6 мм. Двигатель развивает мощность 169 кВт (227 л. с.) при 6600 об/мин и крутящий момент 297 Н⋅м при 3200 об/мин. Степень сжатия составляет 10,3:1. Расход топлива составляет 4—6 км/л в городе и 7—9 км/л на шоссе.
Применения:
- 2006—2010 Daewoo Winstorm/Chevrolet Captiva/Holden Captiva
- 2006—2010 Opel Antara/Daewoo Winstorm MaXX/Holden Captiva MaXX
- 2008—2012 Suzuki Grand Vitara

## 3.6

### LY7
3,6-литровый (3564 см3) двигатель LY7 разработан компанией Holden. Впервые был представлен в 2004 году на Holden VZ Commodore и Cadillac CTS. Он имеет степень сжатия 10,2:1, последовательный многоточечный впрыск топлива, а также диаметр цилиндра и ход поршня 94 мм × 85,6 мм. Версии с более низким энергопотреблением имеют только переменную фазировку кулачка на впускном коллекторе (LE0). Некоторые модели также оснащены регулируемым выхлопом. Масса составляет 170 кг.
Двигатель выпускался в Сент-Катаринсе (Онтарио), Флинте (Мичиган), Мельбурне (Австралия), Рамос-Ариспе (Мексика) и Сагаре (Япония) компанией Suzuki под индексом N36A.
Двухтопливная версия LW2 мощностью 175 кВт (235 л. с.) могла работать на бензине или сжиженном природном газе. Прародителем стал LE0 V6. Двухтопливная система разработана компанией IMPCO. С 2005 по 2012 год двигатель применялся в автомобилях Holden.
Применения:
| Годы производства | Модель                                                     | Мощность                            | Крутящий момент         |
| ----------------- | ---------------------------------------------------------- | ----------------------------------- | ----------------------- |
| 2004—2007         | Buick Rendezvous CXL/Ultra                                 | 180 кВт (242 л. с.) при 6000 об/мин | 315 Н⋅м при 3500 об/мин |
| 2004—2007         | Cadillac CTS                                               | 190 кВт (255 л. с.) при 6200 об/мин | 342 Н⋅м при 2800 об/мин |
| 2008—2009         | Cadillac CTS                                               | 196 кВт (263 л. с.) при 6200 об/мин | 343 Н⋅м при 3100 об/мин |
| 2004—2009         | Cadillac SRX                                               | 190 кВт (255 л. с.) при 6500 об/мин | 344 Н⋅м при 2800 об/мин |
| 2004—2005         | Holden VZ Commodore                                        | 175 кВт (235 л. с.) при 6000 об/мин | 320 Н⋅м при 2800 об/мин |
| 2006—2007         | Holden VZ Commodore                                        | 172 кВт (231 л. с.) при 6000 об/мин | 320 Н⋅м при 2800 об/мин |
| 2004—2006         | Holden VZ Commodore Holden WL Statesman, VZ Calais, VZ SV6 | 190 кВт (255 л. с.) при 6500 об/мин | 340 Н⋅м при 3200 об/мин |
| 2006—2007         | Holden VZ Commodore Holden WL Statesman, VZ Calais, VZ SV6 | 190 кВт (255 л. с.) при 6500 об/мин | 335 Н⋅м при 3200 об/мин |
| 2005—2008         | Buick LaCrosse CXS                                         | 179 кВт (240 л. с.) при 6000 об/мин | 305 Н⋅м при 2000 об/мин |
| 2005—2007         | Cadillac STS                                               | 190 кВт (255 л. с.) при 6500 об/мин | 342 Н⋅м при 3200 об/мин |
| 2006—2007         | Holden VE Commodore Omega                                  | 179 кВт (240 л. с.) при 6000 об/мин | 329 Н⋅м при 2600 об/мин |
| 2008—2009         | Holden VE Commodore Omega                                  | 175 кВт (235 л. с.) при 6500 об/мин | 325 Н⋅м при 2400 об/мин |
| 2006—2009         | Holden WM Statesman/Caprice                                | 195 кВт (262 л. с.) при 6500 об/мин | 339 Н⋅м при 2600 об/мин |
| 2007—2009         | Buick Park Avenue (Китай)                                  | 190 кВт (255 л. с.) при 6600 об/мин | 339 Н⋅м при 2800 об/мин |
| 2007—2009         | Cadillac SLS (Китай)                                       | 187 кВт (251 л. с.) при 6500 об/мин | 342 Н⋅м при 3200 об/мин |
| 2006—2011         | Holden Rodeo/Colorado                                      | 157 кВт (211 л. с.) при 6500 об/мин | 313 Н⋅м при 2600 об/мин |
| 2007—2008         | GMC Acadia                                                 | 205 кВт (275 л. с.) при 6600 об/мин | 340 Н⋅м при 3200 об/мин |
| 2007              | Pontiac G6 GTP                                             | 188 кВт (252 л. с.) при 6300 об/мин | 340 Н⋅м при 3200 об/мин |
| 2007—2009         | Saturn Aura XR                                             | 188 кВт (252 л. с.) при 6300 об/мин | 340 Н⋅м при 3200 об/мин |
| 2007—2008         | Saturn Outlook XE с одинарным выхлопом                     | 201 кВт (270 л. с.) при 6600 об/мин | 336 Н⋅м при 3200 об/мин |
| 2007—2008         | Saturn Outlook XR с двойным выхлопом                       | 205 кВт (275 л. с.) при 6600 об/мин | 340 Н⋅м при 3200 об/мин |
| 2008              | Buick Enclave                                              | 205 кВт (275 л. с.) при 6600 об/мин | 340 Н⋅м при 3200 об/мин |
| 2008—2012         | Chevrolet Malibu                                           | 188 кВт (252 л. с.) при 6300 об/мин | 340 Н⋅м при 3200 об/мин |
| 2008—2009         | Chevrolet Equinox Sport                                    | 197 кВт (264 л. с.) при 6500 об/мин | 339 Н⋅м при 2300 об/мин |
| 2008—2009         | Pontiac G6 GXP                                             | 188 кВт (252 л. с.) при 6300 об/мин | 340 Н⋅м при 3200 об/мин |
| 2008—2009         | Pontiac G8                                                 | 191 кВт (256 л. с.) при 6300 об/мин | 336 Н⋅м при 2100 об/мин |
| 2008—2009         | Pontiac Torrent GXP                                        | 197 кВт (264 л. с.) при 6500 об/мин | 339 Н⋅м при 2300 об/мин |
| 2008—2009         | Saturn Vue XR/Red Line                                     | 192 кВт (257 л. с.) при 6500 об/мин | 336 Н⋅м при 2100 об/мин |
| 2007—2009         | Suzuki XL-7                                                | 188 кВт (252 л. с.) при 6500 об/мин | 329 Н⋅м при 2300 об/мин |

### LLT
LLT является 3,6-литровым (3564 см3) двигателем с непосредственным впрыском, разработанным на базе LY7. Впервые он был представлен в мае 2006 года. Его мощность увеличена на 15 % (до 225 кВт (302 л. с.) при 6300 об/мин), крутящий момент — на 8 % (до 369 Н⋅м при 5200 об/мин), а топливная экономичность — на 3 %. Двигатель LLT имеет степень сжатия 11,3:1 и был сертифицирован обществом автомобильных инженеров (SAE). Впервые двигатель был представлен в 2008 году на Cadillac STS и CTS. LLT применялся во всех кроссоверах Chevrolet Traverse на платформе Lambda с 2009 по 2017 год в целях обеспечения лучшей экономии топлива по стандарту Corporate Average Fuel Economy (CAFE). В Chevrolet Traverse двигатель развивал мощность до 215 кВт (288 л. с.) и крутящий момент 366 Н⋅м.
Применения:
| Годы производства | Модель                                  | Мощность                            | Крутящий момент         |
| ----------------- | --------------------------------------- | ----------------------------------- | ----------------------- |
| 2008—2011         | Cadillac CTS                            | 227 кВт (304 л. с.) при 6400 об/мин | 370 Н⋅м при 5200 об/мин |
| 2008—2011         | Cadillac STS                            | 225 кВт (302 л. с.) при 6300 об/мин | 369 Н⋅м при 5200 об/мин |
| 2009—2017         | Buick Enclave                           | 215 кВт (288 л. с.) при 6300 об/мин | 366 Н⋅м при 3400 об/мин |
| 2009—2017         | Chevrolet Traverse с одинарным выхлопом | 210 кВт (281 л. с.) при 6300 об/мин | 361 Н⋅м при 3400 об/мин |
| 2009—2017         | Chevrolet Traverse с двойным выхлопом   | 215 кВт (288 л. с.) при 6300 об/мин | 366 Н⋅м при 3400 об/мин |
| 2009—2016         | GMC Acadia                              | 215 кВт (288 л. с.) при 6300 об/мин | 366 Н⋅м при 3400 об/мин |
| 2009              | Saturn Outlook с одинарным выхлопом     | 210 кВт (281 л. с.) при 6300 об/мин | 361 Н⋅м при 3400 об/мин |
| 2009              | Saturn Outlook с двойным выхлопом       | 215 кВт (288 л. с.) при 6300 об/мин | 366 Н⋅м при 3400 об/мин |
| 2009—2011         | Daewoo Veritas                          |                                     |                         |
| 2009—2011         | Holden VE Commodore SV6                 | 210 кВт (281 л. с.) при 6400 об/мин | 350 Н⋅м при 2900 об/мин |
| 2009—2011         | Holden WM Statesman/Caprice             | 210 кВт (281 л. с.) при 6400 об/мин | 350 Н⋅м при 2900 об/мин |
| 2010—2011         | Buick LaCrosse CXS                      | 209 кВт (280 л. с.) при 6400 об/мин | 351 Н⋅м при 5200 об/мин |
| 2010—2011         | Chevrolet Camaro                        | 233 кВт (312 л. с.) при 6400 об/мин | 377 Н⋅м при 5200 об/мин |
| 2010—2011         | Cadillac SLS (Китай)                    | 229 кВт (307 л. с.) при 6400 об/мин | 374 Н⋅м при 5200 об/мин |

### LFX
LFX — усовершенствованная версия двигателя LLT, совместно разработанная компаниями Holden и Cadillac. Впервые двигатель был представлен в 2012 году на Holden Commodore SV6 и Chevrolet Camaro LS/LT. Масса уменьшена на 9,3 кг благодаря переработанной головке блока цилиндров, встроенному выпускному коллектору и композитному впускному коллектору. Также изменения коснулись топливных форсунок и топливного насоса. В то же время была добавлена система изменения фаз газораспределения. Мощность и крутящий момент также были немного увеличены. Степень сжатия составляет 11,5:1. LFX также оснащён функцией E85 Flex-Fuel.
Применения:
| Годы производства | Модель                                 | Мощность                            | Крутящий момент         | Диаграмма мощности и крутящего момента |
| ----------------- | -------------------------------------- | ----------------------------------- | ----------------------- | -------------------------------------- |
| 2012—2016         | Buick LaCrosse                         | 226 кВт (303 л. с.) при 6800 об/мин | 358 Н⋅м при 5300 об/мин | ссылка                                 |
| 2013—2015         | Cadillac ATS                           | 239 кВт (321 л. с.) при 6800 об/мин | 371 Н⋅м при 4800 об/мин | ссылка                                 |
| 2012—2014         | Cadillac CTS (только универсал и купе) | 237 кВт (318 л. с.) при 6800 об/мин | 373 Н⋅м при 4900 об/мин | ссылка                                 |
| 2014—2015         | Cadillac CTS (только седан)            | 239 кВт (321 л. с.) при 6800 об/мин | 373 Н⋅м при 4900 об/мин | ссылка                                 |
| 2012—2016         | Cadillac SRX                           | 230 кВт (308 л. с.) при 6800 об/мин | 359 Н⋅м при 2400 об/мин | ссылка                                 |
| 2013—2019         | Cadillac XTS                           | 227 кВт (304 л. с.) при 6800 об/мин | 358 Н⋅м при 5200 об/мин | ссылка                                 |
| 2012—2015         | Chevrolet Camaro                       | 241 кВт (323 л. с.) при 6800 об/мин | 377 Н⋅м при 4800 об/мин | ссылка                                 |
| 2012—2017         | Chevrolet Caprice PPV                  | 224 кВт (301 л. с.) при 6700 об/мин | 359 Н⋅м при 4800 об/мин | ссылка                                 |
| 2015—2016         | Chevrolet Colorado                     | 227 кВт (305 л. с.) при 6800 об/мин | 365 Н⋅м при 4000 об/мин | ссылка                                 |
| 2015—2016         | GMC Canyon                             | 227 кВт (305 л. с.) при 6800 об/мин | 365 Н⋅м при 4000 об/мин | ссылка                                 |
| 2013—2017         | Chevrolet Equinox                      | 224 кВт (301 л. с.) при 6500 об/мин | 369 Н⋅м при 4800 об/мин | ссылка                                 |
| 2012—2016         | Chevrolet Impala/Impala Limited        | 225 кВт (302 л. с.) при 6500 об/мин | 355 Н⋅м при 5300 об/мин |                                        |
| 2014—2020         | Chevrolet Impala                       | 227 кВт (305 л. с.) при 6500 об/мин | 355 Н⋅м при 5300 об/мин | ссылка                                 |
| 2013—2017         | GMC Terrain                            | 224 кВт (301 л. с.) при 6500 об/мин | 369 Н⋅м при 4800 об/мин | ссылка                                 |
| 2011—2015         | Holden Caprice                         | 210 кВт (281 л. с.) при 6700 об/мин | 350 Н⋅м при 2800 об/мин |                                        |
| 2011—2013         | Holden Commodore VE II (MY 2012)       | 210 кВт (281 л. с.) при 6700 об/мин | 350 Н⋅м при 2800 об/мин |                                        |
| 2013—2017         | Holden Commodore VF                    | 210 кВт (281 л. с.) при 6700 об/мин | 350 Н⋅м при 2800 об/мин |                                        |

### LWR
LWR является 3,6-литровым двигателем на сжиженном природном газе. Впервые был представлен в 2012 году на Holden Commodore. Система впрыска пара впрыскивает газ непосредственно в воздухозаборник, предотвращая тем самым циркуляцию избыточного газа через систему впуска воздуха. Концерн Holden оправдывал впрыск паров более низким расходом топлива, более низкими выбросами CO2, сниженными насосными и паразитными потерями, а также надёжностью запуска в жаркую погоду.
Двигатель развивал мощность 180 кВт (241 л. с.) при 6000 об/мин и крутящий момент 320 Н⋅м при 2000 об/мин и сочетался в паре с шестиступенчатой автоматической трансмиссией 6L45. Кроме того, превышены нормы выбросов Евро-6.
Применения:
| Годы производства | Модель                           | Мощность                            | Крутящий момент         |
| ----------------- | -------------------------------- | ----------------------------------- | ----------------------- |
| 2012—2013         | Holden Commodore VE II (MY 2012) | 180 кВт (241 л. с.) при 6000 об/мин | 320 Н⋅м при 2000 об/мин |
| 2013—2015         | Holden Commodore VF              | 180 кВт (241 л. с.) при 6000 об/мин | 320 Н⋅м при 2000 об/мин |
| 2012—2015         | Holden Caprice                   | 180 кВт (241 л. с.) при 6000 об/мин | 320 Н⋅м при 2000 об/мин |

### LCS
Двигатель LCS объёмом 3,6 л (3564 см3) применяется в гибридных автомобилях. Его степень сжатия составляет 11,3:1, мощность — 195 кВт (262 л. с.) при 6100 об/мин, а крутящий момент — 339 Н⋅м при 4800 об/мин. Экономия топлива составляет 6—8 км/л в городе и 9—11 км/л на шоссе. Начиная с 2009 года, двигатель планировалось устанавливать на Saturn Vue Hybrid, однако позже планы были отменены.

### LF3
3,6-литровый двигатель LF3 с двойным турбонаддувом был представлен в 2013 году на Cadillac CTS и Cadillac XTS. Он развивает мощность 313 кВт (420 л. с.) при 5750 об/мин и крутящий момент 583 Н⋅м при 3500—4500 об/мин. До 97 км/ч CTS с двигателем LF3 разгоняется за 4,6 секунды в паре с восьмиступенчатой автоматической трансмиссией.
Применения:
| Годы производства | Модель       | Мощность                            | Крутящий момент              | Диаграмма мощности и крутящего момента |
| ----------------- | ------------ | ----------------------------------- | ---------------------------- | -------------------------------------- |
| 2014—2019         | Cadillac XTS | 301 кВт (404 л. с.) при 6000 об/мин | 500 Н⋅м при 1900—5600 об/мин | ссылка                                 |
| 2014—2019         | Cadillac CTS | 313 кВт (420 л. с.) при 5750 об/мин | 583 Н⋅м при 3500—4500 об/мин | ссылка                                 |

### LF4
LF4 является более производительным вариантом LF3. Изменения:
- Турбокомпрессоры с низкоинерционными титано-алюминидными турбинами и вакуумными отводящими клапанами для более гибкого создания крутящего момента.
- Компрессоры подобраны таким образом, чтобы обеспечить максимальную эффективность при пиковых уровнях мощности для оптимальной работы на трассе.
- Запатентованная малообъёмная система охлаждения наддува, которая оптимизирует эффективность упаковки и максимизирует давление наддува.
- Лёгкие титановые шатуны, которые уменьшают инерцию вращающегося узла, дополняя турбонаддувы с быстрой намоткой.
- Пиковый наддув увеличен с 12 фунтов на квадратный дюйм (0,83 бар) до 18 фунтов на квадратный дюйм (1,2 бар).
- Топливные форсунки с более высоким расходом.
- Перегородка масляного поддона для улучшения расхода масла на высоких скоростях прохождения поворотов[9].

Применения:
| Годы производства      | Модель                               | Мощность                            | Крутящий момент         | Диаграмма мощности и крутящего момента |
| ---------------------- | ------------------------------------ | ----------------------------------- | ----------------------- | -------------------------------------- |
| 2016—2019              | Cadillac ATS-V, Cadillac ATS-V Coupe | 346 кВт (464 л. с.) при 5850 об/мин | 603 Н⋅м при 3500 об/мин | ссылка                                 |
| 2022 — настоящее время | Cadillac CT4-V Blackwing             | 352 кВт (472 л. с.)                 | 603 Н⋅м                 |                                        |

### LFR
LFR является двухтопливным вариантом LFX, хотя многоточечный впрыск топлива применяется как в бензиновых двигателях, так и в двигателях на сжиженном природном газе.
Применения:
| Годы производства | Модель                   | Мощность                                    | Крутящий момент                 | Диаграмма мощности и крутящего момента |
| ----------------- | ------------------------ | ------------------------------------------- | ------------------------------- | -------------------------------------- |
| 2015—2017         | Chevrolet Impala Bi-Fuel | СПГ: 173 кВт (232 л. с.) при 6000 об/мин    | СПГ: 269 Н⋅м при 5200 об/мин    | ссылка                                 |
| 2015—2017         | Chevrolet Impala Bi-Fuel | Бензин: 192 кВт (258 л. с.) при 5900 об/мин | Бензин: 331 Н⋅м при 4800 об/мин | ссылка                                 |

### LFY
LFY идентичен LFX, но в то же время имеет систему «старт-стоп» и улучшенный поток воздуха.
Применения:
| Годы производства | Модель             | Мощность                            | Крутящий момент         |
| ----------------- | ------------------ | ----------------------------------- | ----------------------- |
| 2018—2024         | Buick Enclave      | 231 кВт (310 л. с.) при 6800 об/мин | 361 Н⋅м при 2800 об/мин |
| 2018—2023         | Chevrolet Traverse | 231 кВт (310 л. с.) при 6800 об/мин | 361 Н⋅м при 2800 об/мин |

## Четвёртое поколение
Четвёртое поколение двигателей GM High Feature V6 было разработано в 2016 году. Двигатели имеют переработанную архитектуру блоков цилиндров, а центры отверстий увеличены со 103 мм до 106 мм. Система охлаждения также была переработана. Двигатели имеют систему «старт-стоп», отключение цилиндров, 2-ступенчатые масляные насосы и обновлённую систему изменения фаз газораспределения с использованием технологии промежуточной стоянки для закрытия впускного коллектора. Двигатели дебютировали в 2016 году на Cadillac CT6.

### 3,0 л

#### LGW
Диаметр цилиндра и ход поршня составляют 86 мм × 85,8 мм, а степень сжатия — 9,8:1. Также имеется сдвоенный турбонаддув из титано-алюминиевого сплава. Красная зона двигателя составляет 6500 об/мин. Двигатель работает на неэтилированном бензине премиум-класса.
Применения:
| Годы производства | Модель       | Мощность                            | Крутящий момент              | Диаграмма мощности и крутящего момента |
| ----------------- | ------------ | ----------------------------------- | ---------------------------- | -------------------------------------- |
| 2016—2019         | Cadillac CT6 | 301 кВт (404 л. с.) при 5700 об/мин | 542 Н⋅м при 2500—5100 об/мин | Диаграмма мощности и крутящего момента |

#### LGY
Диаметр цилиндра и ход поршня составляют 86 мм × 85,8 мм, а степень сжатия — 9,8:1. Также имеется сдвоенный турбонаддув из титано-алюминиевого сплава. Красная зона двигателя составляет 6500 об/мин. Двигатель работает на неэтилированном бензине премиум-класса.
Применения:
| Годы производства      | Модель       | Мощность                               | Крутящий момент                 |
| ---------------------- | ------------ | -------------------------------------- | ------------------------------- |
| 2020 — настоящее время | Cadillac CT5 | 250 кВт (335 л. с.) при 5600 об/мин    | 549 Н⋅м при 2400—4400 об/мин    |
| 2020 — настоящее время | Cadillac CT5 | V: 268 кВт (360 л. с.) при 5600 об/мин | V: 549 Н⋅м при 2400—4400 об/мин |

### 3,6 л

#### LGX
Объём составляет 3,6 л (3649 см3), диаметр цилиндра увеличен с 94 до 95 мм, а ход поршня составляет 85,8 мм. Впускные и выпускные коллекторы также увеличены в размерах наряду с другими изменениями в головке блока цилиндров. С предыдущим поколением двигатель разделяет гидравлические регуляторы натяжения в клапанном механизме. LGX сравнивался с 3,7-литровым VQ37VHR, который с 2015 года применялся в Infiniti Q40. Степень сжатия составляет 11,5:1, а красная зона — 7200 об/мин.
По сравнению с двигателем GM LFX/LFY объёмом 3,6 л, LGX отличается активным управлением расходом топлива, улучшениями NVH и немного большим крутящим моментом. В 2016 году двигатель вошёл в список 10 лучших двигателей Уорда.
Применения:
| Годы производства      | Модель           | Мощность                            | Крутящий момент         | Диаграмма мощности и крутящего момента |
| ---------------------- | ---------------- | ----------------------------------- | ----------------------- | -------------------------------------- |
| 2016—2019              | Cadillac ATS     | 250 кВт (335 л. с.) при 6800 об/мин | 386 Н⋅м при 5300 об/мин | ссылка                                 |
| 2016—2019              | Cadillac CT6     | 250 кВт (335 л. с.) при 6800 об/мин | 385 Н⋅м при 5300 об/мин | ссылка                                 |
| 2016—2019              | Cadillac CTS     | 250 кВт (335 л. с.) при 6800 об/мин | 386 Н⋅м при 5300 об/мин | ссылка                                 |
| 2016—2024              | Chevrolet Camaro | 250 кВт (335 л. с.) при 6800 об/мин | 385 Н⋅м при 5300 об/мин | ссылка                                 |
| 2017—2019              | Buick LaCrosse   | 231 кВт (310 л. с.) при 6800 об/мин | 382 Н⋅м при 5200 об/мин |                                        |
| 2018—2020              | Buick Regal GS   | 231 кВт (310 л. с.) при 6800 об/мин | 382 Н⋅м при 5200 об/мин |                                        |
| 2018—2020              | Holden Commodore | 235 кВт (315 л. с.) при 6800 об/мин | 381 Н⋅м при 5200 об/мин |                                        |
| 2017—2025              | Cadillac XT5     | 231 кВт (310 л. с.) при 6600 об/мин | 367 Н⋅м при 5000 об/мин |                                        |
| 2017—2023              | GMC Acadia       | 231 кВт (310 л. с.) при 6600 об/мин | 367 Н⋅м при 5000 об/мин |                                        |
| 2019 — настоящее время | Chevrolet Blazer | 230 кВт (308 л. с.) при 6600 об/мин | 365 Н⋅м при 5000 об/мин |                                        |
| 2020 — настоящее время | Cadillac XT6     | 231 кВт (310 л. с.) при 6600 об/мин | 367 Н⋅м при 5000 об/мин |                                        |

#### LGZ
LGZ являлся вариантом LGX, применявшимся в Chevrolet Colorado и GMC Canyon.
Применения:
| Годы производства | Модель             | Мощность                            | Крутящий момент         |
| ----------------- | ------------------ | ----------------------------------- | ----------------------- |
| 2017—2022         | GMC Canyon         | 230 кВт (308 л. с.) при 6800 об/мин | 373 Н⋅м при 4000 об/мин |
| 2017—2022         | Chevrolet Colorado | 230 кВт (308 л. с.) при 6800 об/мин | 373 Н⋅м при 4000 об/мин |

## 7,2 л V12
21 марта 2007 года журнал Autoweek сообщил о планах General Motors разработать двигатель V12 под углом наклона 60°. Его мощность составляла около 447 кВт (600 л. с.), а крутящий момент — 732 Н⋅м. Сообщалось, что двигатель разрабатывался в Австралии компанией Holden под названиями HSV или Statesman. В августе 2008 года было объявлено о прекращении разработки двигателя V12.

## Недостатки цепи газораспределительного механизма
Более ранние двигатели объёмом 2,8 л, 3,0 л, 3,2 л и 3,6 л с трёхцепочечной конструкцией страдали от преждевременных отказов цепи ГРМ из-за неисправной системы PCV и увеличенных интервалов замены масла. Большинство проблем возникало на двигателях до LFX.

## Holden High Feature
Двигатель HFV6 выпускался компанией Holden под названием Alloytec. Название High Feature на двигателе производства Holden зарезервировано для версии с двумя кулачками. Объём увеличен с 2,8 до 4,0 л.